# Coitus interruptus
Der Coitus interruptus (von lateinisch coitus „Zusammengehen, Vereinigung, Geschlechtsverkehr“ und interruptus „unterbrochen“; Abkürzung CI) ist eine Methode der natürlichen Empfängnisverhütung, bei der der vaginale Intimverkehr vor der Ejakulation so unterbrochen wird, dass die Ejakulation des Mannes außerhalb der Vagina und Vulva erfolgt, um das Vordringen der Spermien zur Eizelle im Eileiter der Frau zu verhindern. Die Ejakulation kann dann außerhalb der Vagina erfolgen bzw. durch andere Formen der Stimulation des Penis ausgelöst werden. 

## Unzuverlässigkeit als Verhütungsmethode
Der Coitus interruptus gilt als sehr unzuverlässig. Der Pearl-Index des Coitus interruptus beträgt bei perfekter Anwendung 4 und bei typischer Anwendung 22. Die geringe Verhütungssicherheit ist darauf zurückzuführen, dass aus dem Penis bereits vor der Ejakulation Spermien austreten können, z. B. wenn der letzte Samenerguss nicht lange zurückliegt, aber auch weil schon das Präejakulat Spermien enthalten kann. Die Anwendung des Coitus interruptus erfordert die Kommunikation beider Partner und eine große Willensstärke und Körperbeherrschung des Mannes, die bei sexueller Erregung oft nicht in ausreichendem Maße gegeben ist.
Der Coitus interruptus ist daher, falls überhaupt keine anderen Verhütungsmittel verfügbar sind und weder Abstinenz noch andere – nicht penetrative – Formen der gemeinsamen Befriedigung in Betracht kommen, wenigstens „besser als nichts“. In keinem Fall schützt der Coitus interruptus im Gegensatz zum Kondom vor sexuell übertragbaren Krankheiten wie HIV und anderen. Allerdings kann er für Paare in festen Beziehungen, die eine Schwangerschaft nicht grundsätzlich ausschließen wollen, eine Form der Familienplanung darstellen, bei der sie zwar Kinder bekommen, aber nicht so viele wie ohne diese Methode.
Beim Coitus interruptus sind keinerlei technische, chemische oder hormonelle Hilfsmittel erforderlich.

## Gesellschaftliche Aspekte
Die katholische Kirche verurteilt den Coitus interruptus mit dem Hinweis auf den biblischen Onan, der nicht gewillt war, die Witwe seines verstorbenen Bruders zu schwängern. Er zog beim Koitus seinen Penis aus ihrer Vagina und ließ „den Samen zur Erde fallen“.
Im Gegensatz dazu ist der Coitus interruptus im Islam erlaubt. Er wurde zur Zeit des Propheten Mohammad praktiziert und von ihm gebilligt (siehe Empfängnisverhütung im Islam).
Im angelsächsischen Raum ist verschiedentlich eine Relativierung der pauschalen Ablehnung des Coitus interruptus zu beobachten.
Als Gründe werden zu wenig Forschung und damit verlässliche Zahlen, ethisch-moralische und praktische Gründe genannt. So unterstützen Hilfsorganisationen Kampagnen in bestimmten Entwicklungsländern, bei denen in der Aufklärungsarbeit auch der Coitus interruptus „als letzte Alternative“ genannt wird.
Dazu kommt, dass in bestimmten Ländern wie z. B. Rumänien oder der Türkei und bei Bevölkerungsgruppen wie älteren Ehepaaren der CI weiterhin häufig genutzt wird, während er z. B. in Deutschland unpopulär ist.

## Vorteile
- Kann genutzt werden, falls gar keine anderen Mittel zur Verfügung stehen.
- Gilt als natürliche, kostenlose und umweltgerechte Methode, ist aber nur bei geübten Paaren halbwegs effektiv. Diese sollten eine evtl. Schwangerschaft nicht ausschließen müssen.[9]
- Bestimmte Frauen bevorzugen diese hormonfreie Methode, da sie die Nachteile der hormonellen Verhütung, wie Gewichtszunahme, Brustwachstum oder Lustlosigkeit, nicht hat.
- Manche Paare finden es sexuell erregend, die Ejakulation außerhalb der Vagina zu erleben.[10]

## Nachteile
- Keinerlei Schutz vor sexuell übertragbaren Krankheiten
- Völlig ineffektiv bei ungeübten Paaren wie z. B. Jugendlichen, vorzeitigem Samenerguss oder bei Männern, die ihre Sexualfunktion nicht gut wahrnehmen oder nicht gut steuern können.
- Viele Paare empfinden die Anwendung dieser Methode als sexuell frustrierend, da sie die Ejakulation in der Vagina erleben wollen.[11]
- Masters und Johnson betrachten den Coitus interruptus als Ursache für sexuelle Probleme wie vorzeitigen Erguss oder Erektionsprobleme durch den auftretenden Erfolgsstress.[12]

## Techniken
Die Techniken zum Coitus interruptus dienen dazu, einerseits eine geeignete Stellung zum „schnell rausziehen“ zu haben und dessen Nachteile wie Frust durch die plötzliche Unterbrechung des Verkehrs bzw. das Risiko, zu spät zu sein, zu lindern. In jedem Fall wird die Kommunikation und das Vertrauen beider Partner benötigt.
Das Paar wählt eine Stellung, bei der der Mann oben ist, wie bei der Missionarsstellung oder beim Coitus a tergo. Der Mann kann sich dann vor dem Orgasmus schnell und einfach zurückziehen. Die Ejakulation kann dann auf den Körper der Frau oder z. B. in ein Taschentuch, in einen Strumpf oder einen Eierbecher, aber auf jeden Fall weg von der Vaginalöffnung erfolgen. Eine die Sicherheit erhöhende Variante entsteht, wenn etwas eher zurückgezogen wird und der Abschluss durch Handmassage des Mannes oder der Frau erfolgt. Beim a tergo kann die Frau unter ihrem Körper zum Penis hindurchfassen. Ein scheinbarer Verhütungserfolg kann seine Ursache darin haben, dass die Frau während bzw. nach dem unterbrochenen Geschlechtsakt gar keinen Eisprung hatte.